# Airstream
Airstream è un marchio americano di roulotte (travel trailer in inglese americano) e motorhome che sono facilmente riconoscibili dalla forma distintiva della loro carrozzeria in alluminio arrotondato e lucido. Questa forma risale agli anni '30 ed è basata su disegni creati da William Hawley Bowlus, che aveva precedentemente supervisionato la costruzione dell'aereo di Charles Lindbergh, lo Spirit of St. Louis.
Le roulotte e i camper Airstream sono prodotti a Jackson Center in Ohio. L'azienda, ora una divisione della Thor Industries, impiega più di 800 persone, ed è una delle più antiche del settore.

## Tecnologia e design
La scocca usa fogli di alluminio 2024-T3 rivettati a mano su telaio in acciaio, soluzione leggera e aerodinamica. Nel 2023 Airstream e Studio F. A. Porsche hanno presentato un concept con tetto pop-up coibentato e sospensioni abbassabili, evoluzione delle linee classiche orientata all’efficienza.

## Modelli recenti
- Flying Cloud 30FB Office (2021) – layout dedicato allo smart-working; listino 107 500 US $.[2]
- Frank Lloyd Wright Usonian Limited Edition (2025) – serie limitata a 200 esemplari, prezzo 184 900 US $.[3]

## Mercato e presenza in Italia
La domanda italiana è trainata da collezionisti e strutture glamping; l’offerta dipende da importazioni e restauri. I prezzi oscillano fra ~40 000 € (esemplari da restaurare) e >150 000 € per modelli d’epoca come la Land Yacht Safari in condizioni eccellenti.

## Nella cultura di massa
- Programma Apollo – NASA trasformò quattro roulotte Airstream in Mobile Quarantine Facility (MQF); la prima fu consegnata il 6 marzo 1968 e usata dall’equipaggio di Apollo 11 dopo il rientro lunare.[5]
- Ospitalità & cinema – Airstream restaurate compongono motel a tema e compaiono in film e serie ambientate negli Stati Uniti.